# 小美玉市消防本部
小美玉市消防本部（おみたまししょうぼうほんぶ）は、茨城県小美玉市の消防部局（消防本部）。管轄区域は小美玉市全域。

## 概要
- 消防本部： 小美玉市小川43番地2
- 管内面積：144.74km2
- 職員数：107人
- 消防署3カ所

### 主力機械
2020年4月1日現在
- 消防ポンプ自動車：1
- 水槽付消防ポンプ自動車：3
- 化学消防自動車：1
- 救助工作車：1
- 救急自動車：4
- 指揮車：4
- 広報車：2
- 資機材搬送車：1
- 消防団指揮車：1

## 沿革
（この節の出典）
- 1980年4月1日 東茨城郡小川町・美野里町および新治郡玉里村を構成自治体とする小川・美野里・玉里広域消防事務組合の設立許可を受ける。
- 1981年4月1日 業務を開始する。
- 2001年4月1日 美野里分署を美野里消防署に昇格する。
- 2005年10月1日 玉里分署を玉里消防署に昇格する。
- 2006年
  - 3月26日 小川町・美野里町・玉里村が合併し小美玉市が発足するのに伴い、小川・美野里・玉里広域消防事務組合を解散する。
  - 3月27日 小美玉市消防本部が開庁する。
- 2011年5月5日～9日 - 東日本大震災における災害派遣（救急隊・後方支援隊 計2隊6名）。
- 2015年
  - 9月11日 - 常総市水害（関東・東北豪雨）に伴い茨城県広域消防応援隊として消防隊1隊、後方支援隊1隊派遣（計16名）
  - 9月15日 - 常総市水害（関東・東北豪雨）に伴い茨城県広域消防応援隊として消防隊1隊派遣（計5名）
- 2019年5月17日 - 茨城県消防広域応援に伴う災害派遣（常総市坂手町廃材置場火災）消防隊1隊、後方支援隊1隊を派遣（計47名）

## 組織
- 本部 - 総務課（庶務係、経理係、地域消防係）、警防課（警防係、救急救助係、情報通信係）、予防課（予防係、危険物係）[2]
- 消防署（各署に総務係、警防係、予防係）[2]

## 消防署
| 消防署       | 住所            |
| ------------ | --------------- |
| 小川消防署   | 小川43番地2     |
| 美野里消防署 | 部室1199番地41  |
| 玉里消防署   | 上玉里2956番地4 |

## 不祥事
- 2020年6月10日（処分日） - 美野里消防署の男性消防司令（57歳）が、2016年10月ごろ～2020年2月ごろ、勤務時間中に部下の男性職員6人に対し、浣腸をする・性器をつかむなどの身体的なハラスメントや、「バカ」「アホ」など執拗な叱責や暴言など精神的なハラスメント行為を繰り返した。20代の男性消防士が2020年2月に消防本部の相談窓口に通報し、消防本部が調査を進めていたが、この男性消防士は3月31日付で退職した。市は6月10日付で男性消防司令を停職（1年間）の懲戒処分とした。男性消防指令は同日付で依願退職。朝日新聞の取材に対し、関係者は、男性消防司令が「長年にわたってハラスメント行為を繰り返していた」と証言。「一生懸命仕事をしてきた若い職員がハラスメントで辞めざるを得なかったことは残念だ。今回の処分が再発防止の契機になれば」と話した[3]。